# John Davis (cacciatore)
John Davis (1784), nato nel Surrey, in Inghilterra, e trasferitosi poi nel Connecticut, negli Stati Uniti d'America, è stato un cacciatore di foche ed è famoso per il fatto di essere ritenuto da molti il primo uomo ad aver messo piede sul suolo antartico.
Lo sbarco del capitano Davis, il quale, dopo aver esplorato le isole Shetland Meridionali, aveva deciso di spingersi più a sud alla ricerca di nuovi terreni di caccia, sarebbe avvenuto il 7 febbraio 1821, poco dopo i primi avvistamenti del nuovo continente, effettuati tutti nel 1820, ad opera di Fabian Gottlieb von Bellingshausen e Mikhail Lazarev, il 28 gennaio, Edward Bransfield, il 30 gennaio, e Nathaniel Palmer, a novembre.

## Lo sbarco

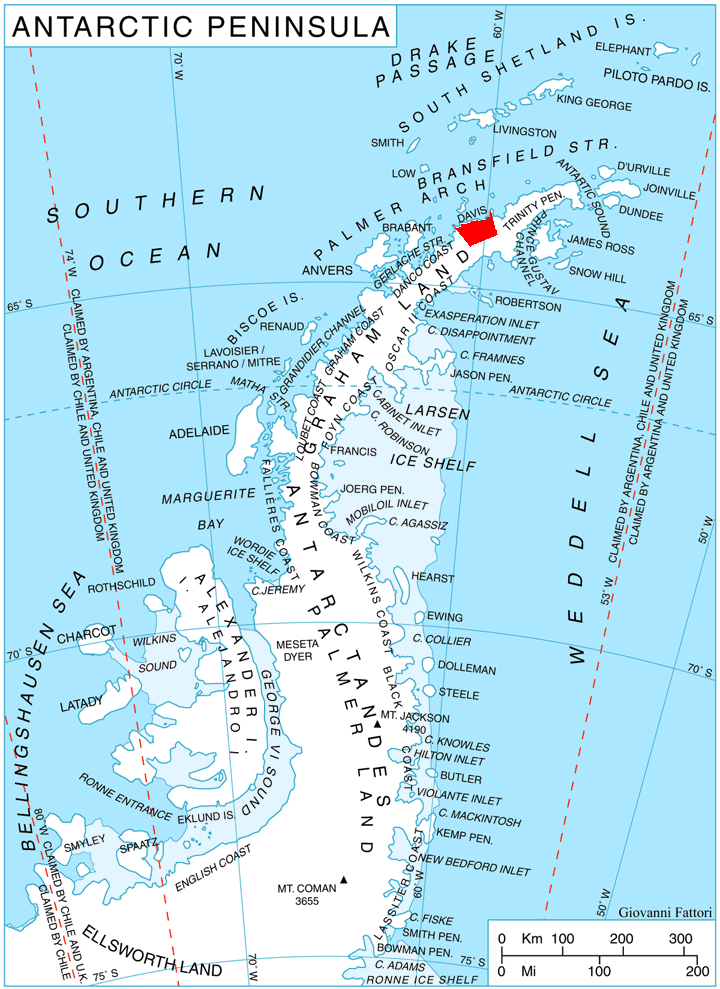
Il tratto di costa della penisola Antartica dove sarebbe avvenuto lo sbarco, oggi battezzato "costa di Davis".

Alcuni membri dell'equipaggio della nave da caccia alla foca Cecilia, comandata da Davis, potrebbero essere sbarcati, sempre al comando di Davis, nei pressi della baia di Hughes, ad una latitudine di 64°01'S, in cerca di esemplari di otaria orsina antartica, trattenendosi per meno di un'ora. Nel libro di bordo della nave si legge:
Sembra quindi che, in una giornata iniziata con tempo nuvoloso e venti leggeri, dopo essersi avvicinati a un "vasto pezzo di terra", una lancia sia stata inviata alle 10 del mattino sulla spiaggia in cerca di foche da cacciare e che essa abbia fatto ritorno dopo circa un'ora senza aver trovato tracce di preda. Secondo il redattore del diario di bordo (verosimilmente il capitano Davis) poi, la loro latitudine a mezzogiorno sarebbe stata di 64°01'S, con la nave ferma in una grande baia circondata da coste innevate e battuta da un forte vento che soffiava in direzione nord e in direzione est. Sempre stando al diario di bordo, dopo le 4 di pomeriggio i venti sarebbero diventati vere e proprie burrasche. L'annotazione si conclude con l'espressione del parere del capitano secondo cui quella terra meridionale potrebbe essere un continente. 
Dato che le notizie di precedenti sbarchi sul territorio antartico sono poco più che leggende (come quella riguardante Ui-te-Rangiora, un navigatore polinesiano del VII secolo), questi uomini sono le prime persone di cui si abbia notizia ad aver sostenuto di aver messo piede sull'appena scoperto continente antartico.
Posto che lo sbarco di Davis abbia effettivamente avuto luogo, il primo sbarco certo in terra antartica sarebbe avvenuto ben 74 anni dopo, il 24 gennaio 1895, quando un gruppo di uomini della nave norvegese Antarctic raggiunse la riva presso capo Adare per raccogliere campioni geologici. Tale gruppo includeva i norvegesi Henryk Johan Bull e Carsten Borchgrevink, e il neozelandese Alexander von Tunzelmann.

## Riconoscimenti
Il tratto costiero dove si suppone che gli uomini della Cecilia siano sbarcati è stato chiamato costa di Davis in onore, ovviamente, di John Davis.